# Mirko Nenzi
Mirko Giacomo Nenzi (Venetië, 14 november 1989) is een voormalig Italiaans langebaanschaatser.
In 2009, zijn laatste jaar als junior, debuteerde Nenzi op het Wereldkampioenschap voor junioren. Hij eindigde daarbij op de negentiende plaats in het eindklassement, ook werd hij, samen met Gianmarco Bazzoni en Jan Daldossi, vierde op de ploegenachtervolging.
Nenzi maakte zijn debuut bij de senioren in de wereldbeker in het seizoen 2010-2011 in de B-groep, daarbij eindigde hij in de eindstanden op de 1000 en 1500 meter op respectievelijk de zesenvijftigste en negenenveertigste positie.
Een jaar later is Nenzi een vaste deelnemer in de A-groep van de Wereldbeker geworden. Ook maakte hij dat seizoen zijn debuut op het Wereldkampioenschap sprint van 2012, waarbij hij op een eenentwintigste plaats eindigt in het eindklassement, met als beste afstandsresultaat een dertiende plek op de eerste 1000 meter. Zijn eerste podiumplek in een WB-wedstrijd was op 30 november 2013 in Astana, achter Shani Davis en voor Michel Mulder. Een maand later, bij het schaatsen op de Winteruniversiade 2013, won Nenzi drie medailles, goud op de 1000 en zilver op de 500 en 1500 meter. Op 18 januari 2014 werd Nenzi tijdens het WK Sprint in Nagano op de eerste 500 meter derde in 35,28 wat de beste 500 meter is voor een Italiaan in de WK-historie.

## Persoonlijk records
| Afstand      | Tijd     | Datum            | Baan            |
| ------------ | -------- | ---------------- | --------------- |
| 500 meter    | 34,75    | 26 februari 2017 | Calgary         |
| 1000 meter   | 1.08,19  | 9 november 2013  | Calgary         |
| 1500 meter   | 1.45,90  | 8 november 2013  | Calgary         |
| 3000 meter   | 3.52,43  | 6 oktober 2012   | Inzell          |
| 5000 meter   | 7.20,64  | 6 maart 2010     | Baselga di Piné |
| 10.000 meter | 16.19,35 | 7 maart 2010     | Baselga di Piné |

## Resultaten
| Jaar | EK Sprint            | WK sprint                | WK Afstanden                       | Olympische Spelen            | Wereldbeker                  | WK junioren                           |
| ---- | -------------------- | ------------------------ | ---------------------------------- | ---------------------------- | ---------------------------- | ------------------------------------- |
| 2009 |                      |                          |                                    |                              |                              | NC19 (15, 26, 17, -) 4e achtervolging |
| 2010 |                      |                          |                                    |                              |                              |                                       |
| 2011 |                      |                          |                                    |                              | 0p 500m 56e 1000m 49e 1500m  |                                       |
| 2012 |                      | 21e (27, 13, 20, 21)     | 22e 500m 18e 1000m 20e 1500m       |                              | 44e 500m 23e 1000m 26e 1500m |                                       |
| 2013 |                      | 19e (20, 19, 21, 14)     | 16e 500m 6e 1000m 8e achtervolging |                              | 28e 500m 31e 1000m 32e 1500m |                                       |
| 2014 |                      | 11e · (, 9, 16, 12)      |                                    | 28e 500m 25e 1000m 17e 1500m | 20e 500m 11e 1000m 26e 1500m |                                       |
| 2015 |                      | 12e (15, 14, 10, 13)     | 18e 500m 19e 1000m                 |                              | 21e 500m 28e 1000m 45e 1500m |                                       |
| 2016 |                      | 19e (18, 21, 19, 22)     | 22e 500m                           |                              | 42e 500m 50e 1000m           |                                       |
| 2017 | 18e (13, 19, 16, 18) | 23e (24e, 23e, 14e, 25e) |                                    |                              | 30e 500m 39e 1000m           |                                       |
| 2018 |                      |                          |                                    | 30e 500m 30e 1000m           | 53e 500m 0p 1000m            |                                       |
| 2019 | 12e (15, 12, 10, 12) |                          |                                    |                              | 53e 500m 5449e 1000m         |                                       |
| 2020 |                      |                          |                                    |                              | 32e 500m 49e 1000m           |                                       |
| 2021 |                      |                          | 14e 500m                           |                              | 16e 500m                     |                                       |
| 2022 |                      | 17e (10, 13, 17, 19)     |                                    |                              | 30e 500m 0p 1000m            |                                       |

- = geen deelname
NC# = niet gekwalificeerd voor de laatste afstand, maar wel als # geklasseerd in de eindrangschikking
(#, #, #, #) = afstandspositie op sprinttoernooi (500m, 1000m, 500m, 1000m) of op juniorentoernooi (500m, 3000m, 1500m, 5000m).